# Stanisław Marciak
Stanisław Kamil Marciak (ur. 8 sierpnia 1897 w Muszynie zm. między 23 a 24 kwietnia 1940 w Katyniu) – polski prawnik, porucznik rezerwy piechoty Wojska Polskiego, kawaler Krzyża Walecznych, ofiara zbrodni katyńskiej.

## Życiorys
Był synem Kamila i Marii z Barańskich. Uczestnik I wojny światowej. 1 stycznia 1919 został przyjęty do Wojska Polskiego „z byłej armii austro-węgierskiej i warunkowo zatwierdzony w stopniu podporucznika z zaliczeniem do 1 Rezerwy i powołaniem do czynnej służby na czas wojny aż do demobilizacji” i objął dowództwo plutonu w I batalionie przemyskim 37 pułku piechoty. 1 grudnia 1919 został awansowany do stopnia porucznika ze starszeństwem z dniem 1 czerwca 1919. Po zakończeniu działań wojennych został przeniesiony do rezerwy. W 1920 nadesłał swoją kartę kwalifikacyjną Komisji Weryfikacyjnej przy Departamencie Personalnym Ministerstwa Spraw Wojskowych. W 1924 był oficerem rezerwy 84 pułku piechoty i miał 4327 lokatę w swoim starszeństwie. W 1934 był porucznikiem rezerwy 40 pułku piechoty i podlegał pod PKU Lwów-Miasto.    
Absolwent Uniwersytetu Jana Kazimierza we Lwowie, doktor praw. 7 listopada 1921 podjął pracę w sektorze bankowym. Bank w którym pracował w 1924 został włączony do utworzonego Banku Gospodarstwa Krajowego. W 1924 był urzędnikiem bankowym w VIII randze i płacą zasadniczą wynoszącą 525 zł. W 1939 nadal był pracownikiem BGK we Lwowie.    
W czasie kampanii wrześniowej 1939 prawdopodobnie walczył w szeregach batalionu zapasowego lub marszowego 40 pułku piechoty. Po agresji ZSRR na Polskę z 17 września 1939 i kapitulacji wojsk polskich we Lwowie dostał się do niewoli sowieckiej. Według stanu z grudnia 1939 był jeńcem obozu kozielskiego. Ostatnią wiadomość od Marciaka otrzymała żona w marcu 1940. 22 kwietnia 1940 przekazany do dyspozycji naczelnika Zarządu NKWD Obwodu Smoleńskiego – lista wywózkowa  040/1 poz. 12 nr akt 678, z 20 kwietnia 1940. Został zamordowany między 23 a 24 kwietnia 1940 w lesie katyńskim przez funkcjonariuszy Obwodowego Zarządu NKWD w Smoleńsku oraz pracowników NKWD przybyłych z Moskwy na mocy decyzji Biura Politycznego KC WKP(b) z 5 marca 1940. Ofiary tej zbrodni grzebano w bezimiennych mogiłach zbiorowych, gdzie od 28 lipca 2000 mieści się oficjalnie Polski Cmentarz Wojenny w Katyniu. W miejscu tym prowadzone były ekshumacje i prace archeologiczne. Zidentyfikowany podczas ekshumacji prowadzonej przez Niemców w 1943 pod numerem nr 2676 – dosł. opisany jako Marcak Stanislaw (raport dzienny z 22 maja1943). Przy jego szczątkach znaleziono: listy oraz kartę szczepienia w Kozielsku. Figuruje na liście Komisji Technicznej PCK pod numerem 02676,  jako nierozpoznany porucznik, natomiast na liście dodatkowej (pod tym samym numerem) wskazany jako Marcak Stanisław. W Archiwum Robla (pakiet 0490–28, 33) znajduje się notatnik znaleziony przy zwłokach Adama Solskiego, w którym pod datą 16 grudnia 1939 widnieje zapis porucznik rezerwy Stanisław Marczak z BGK, oraz w zapisie niedatowanym z dodaniem adresu we Lwowie – Poratyńskiego 3, „Filipówka”. Sąd Grodzki w Krakowie postanowieniem z 20 stycznia 1949 uznał Stanisława Marciaka za zmarłego. Krewni do 2010 poszukiwali informacji przez Biuro Informacji i Badań Polskiego Czerwonego Krzyża w Warszawie. W archiwum IPN znajduje się wspomnienie synowej o Stanisławie Marciaku.    
Był żonaty, miał syna Andrzeja.

## Upamiętnienie
5 października 2007 minister obrony narodowej Aleksander Szczygło mianował go pośmiertnie na stopień kapitana. Awans został ogłoszony 9 listopada 2007 w Warszawie, w trakcie uroczystości „Katyń Pamiętamy – Uczcijmy Pamięć Bohaterów”.
Wpis na Tablicy Katyńskiej przy kościele pw św. Kazimierza w Nowym Sączu.

## Ordery i odznaczenia
- Krzyż Walecznych[3][26]
- Krzyż Kampanii Wrześniowej – pośmiertnie 1 stycznia 1986[27]

28 lutego 1938 Komitet Krzyża i Medalu Niepodległości odrzucił wniosek o nadanie mu tego odznaczenia.